# Фінал кубка Німеччини з футболу 1957
Фінал Кубка Німеччини з футболу 1957 — фінальний матч розіграшу кубка Німеччини сезону 1957 відбувся 29 грудня 1957 року. У поєдинку зустрілися мюнхенська «Баварія» та дюссельдорфська «Фортуна». Перемогу з рахунком 1:0 здобула «Баварія».
| Володар Кубка Німеччини 1957 |
| ---------------------------- |
|                              |
| «Баварія» Перший титул       |

## Учасники
| Клуб      | Участей | Роки (жирним виділено перемоги) |
| --------- | ------- | ------------------------------- |
| «Баварія» | дебют   | дебют                           |
| «Фортуна» | 1       | 1937                            |

## Шлях до фіналу
| Раунд                                                   | Противник        | Рахунок |
| ------------------------------------------------------- | ---------------- | ------- |
| Кваліфікаційний раунд                                   | «Шпандауер» (Г)  | 4–1     |
| 1/2                                                     | «Саарбрюкен» (Д) | 3–1 дч  |
| (Д) = Вдома; (Г) = У гостях; (Н) = На нейтральному полі |                  |         |

| Раунд                                                   | Противник     | Рахунок |
| ------------------------------------------------------- | ------------- | ------- |
| Кваліфікаційний раунд                                   | -             | -       |
| 1/2                                                     | «Гамбург» (Д) | 1–0     |
| (Д) = Вдома; (Г) = У гостях; (Н) = На нейтральному полі |               |         |

## Матч

### Деталі
| 29 грудня 1957 14:00 (CET) |

| Баварія   | 1:0      | Фортуна (Дюссельдорф) |
| --------- | -------- | --------------------- |
| Йобст 78' | Протокол |                       |

| Розенауштадіон, Аугсбург Глядачів: 40 000 Арбітр: Альберт Душ |

|  |  |

| В                |  | Арпад Фазекаш     |
| З                |  | Ганс Бауер (к)    |
| З                |  | Віллі Кнауер      |
| ПЗ               |  | Зігфрід Мантгі    |
| ПЗ               |  | Віггерль Ландерер |
| ПЗ               |  | Томас Маєр        |
| Н                |  | Вернер Губер      |
| Н                |  | Руді Йобст        |
| Н                |  | Петер Фелгорн     |
| Н                |  | Курт Зоммерлатт   |
| Н                |  | Герхард Зідль     |
| Головний тренер: |  |                   |
| Віллібальд Ган   |  |                   |

| В                 |  | Альберт Гетц           |
| З                 |  | Еріх Юсковяк           |
| З                 |  | Маттіас Морітц         |
| ПЗ                |  | Мартін Граммінгер      |
| ПЗ                |  | Гюнтер Ягер            |
| ПЗ                |  | Герьерт Баєр           |
| Н                 |  | Ганс Нойшафер          |
| Н                 |  | Гайнц Янсен            |
| Н                 |  | Карл Граммінгер        |
| Н                 |  | Франц-Йозеф Вольффрамм |
| Н                 |  | Бернгард Штеффен       |
| Головний тренер:  |  |                        |
| Германн Ліндеманн |  |                        |